# Списки землетрусів

Землетруси (M6.0+) між 1900 і 2017 роками

Землетруси викликані рухами всередині земної кори та верхніх шарів мантії. Вони варіюються від подій, надто слабких, щоб їх можна було виявити, окрім як за допомогою чутливих приладів, до раптових і насильницьких подій, які тривають багато хвилин і спричинили одні з найбільших катастроф в історії людства. Нижче перераховані землетруси за періодом, регіоном або країною, роком, магнітудою, вартістю, смертельними наслідками та кількістю наукових досліджень.

## Списки за періодами
- До 1901 року[en]
- 1901–2000[en]
- 2001–дотепер[en]

## Списки по регіонах
- Карибський басейн[en]
- Левант[en]
- Південна Азія[en]

## Найсмертоносніші землетруси
| Рік  | Магнітуда | Місцезнаходження                                     | Глибина (км) | MMI        | Примітки | Подія                                             | Дата                  |
| ---- | --------- | ---------------------------------------------------- | ------------ | ---------- | --- | ------------------------------------------------- | --------------------- |
| 1948 | 7.3       | СРСР, Туркменська Радянська Соціалістична Республіка | 15,0         | X          | 110 000 людей було вбито, а місто Ашхабад було повністю зруйноване. | Ашхабадський землетрус                            | 5 жовтня              |
| 1949 | 7.5       | СРСР, Таджицька Радянська Соціалістична Республіка   | 18.0         | IX         | 12 000 людей загинули, в основному через зсуви, які засипали місто Хаїт. | Хаїтський землетрус                               | 10 липня              |
| 1950 | 8.6       | Індія, Ассам                                         | 15,0         | XI         | Це найбільший землетрус на суші та найбільший землетрус, який стався внаслідок зіткнення континентів, а не субдукції плит. Було вбито 4800 осіб. | Ассамсько-Тибетський землетрус                    | 15 серпня             |
| 1951 | 6.5       | Сальвадор                                            | 85,0         |            | 1100 осіб було вбито. | Сальвадорський землетрус                          | 6 травня              |
| 1952 | 9.0       | СРСР, РРФСР                                          | 21.6         | XI         | Загинуло від 2336 до 20 000 людей і цунамі з максимальною висотою 18 м. | Північно-Курильський землетрус                    | 4 листопада           |
| 1953 | 7.3       | Туреччина, Баликесір                                 | 10,0         | IX         | 1070 людей загинули, збитки склали 3 570 000 доларів США. | Єнідже-Гьоненський землетрус                      | 18 березня            |
| 1954 | 6.7       | Франція, Шлеф, Алжир                                 | 15,0         | XI         | 1243 людини загинули, 5000 отримали поранення. Зруйновано 6 тисяч будинків. | Землетрус у Шлефі                                 | 9 вересня             |
| 1955 | 7.4       | Філіппіни, Замбоанга                                 | 35,0         | VIII       | Принаймні 465 людей загинуло та серйозно пошкоджено уздовж озера Ланао. | Землетрус у Ланао                                 | 31 березня            |
| 1956 | 6.4       | Іран, Хормозґан                                      | 15,0         | VII        | Загинуло 347 осіб. | Хормозганський землетрус                          | 31 жовтня             |
| 1957 | 6.7       | Іран, Хамадан                                        | 15,0         | VII        | 1200 загиблих і значні збитки. | Фарсинайський землетрус                           | 13 грудня             |
| 1958 | 6.7       | Іран, Лурестан                                       | 15,0         | VII        | 158 людей загинуло, а також повідомляється про великі руйнування. | Лурестанський землетрус                           | 16 серпня             |
| 1959 | 7.3       | США, Вайомінг                                        | 5.0          | X          | Загинуло 28 осіб. Більшість смертей сталася через зсуви. | Землетрус на озері Хебген                         | 18 серпня             |
| 1960 | 5.8       | Марокко, Сус — Масса                                 | 15,0         | X          | Найсильніший землетрус в історії Марокко. Загинули 12-15 тисяч осіб | Землетрус в Агадірі                               | 29 лютого             |
| 1961 | 6.4       | Іран, провінція Фарс                                 | 15,0         | VIII       | Загинуло 60 осіб. | Землетрус у Фарсі                                 | 11 червня             |
| 1962 | 7.0       | Іран, провінція Казвін                               | 10,0         | IX         | 12 225 убитих та значні матеріальні збитки. | Землетрус у Буїн-Загрі                            | 1 вересня             |
| 1963 | 6.0       | Югославія, Республіка Північна Македонія             | 15,0         | X          | 1070 людей було вбито, а 80 відсотків Скоп'є було зруйновано. | Землетрус у Скоп'є                                | 26 липня              |
| 1964 | 9.2       | США, Аляска                                          | 25,0         | XI         | Це найбільший землетрус, коли-небудь зареєстрований у Північній Америці, і другий за величиною в історії, поступаючись лише великому чилійському землетрусу. Загинула 131 людина, всі, крім дев'яти, загинули від цунамі. | Великий Аляскинський землетрус                    | 28 березня            |
| 1965 | 7.4       | Чилі, V Регіон Вальпараїсо                           | 70,0         | IX         | 400 людей загинули, в основному через провал дамби, спричинений землетрусом. | Землетрус у Вальпараїсо та провал дамби Ель-Кобре | 28 березня            |
| 1966 | 6.8       | КНР, Хебей                                           | 20,0         | IX         | 8 064 убитих і 38 000 поранених. Найбільший у серії землетрусів, які вплинули на цей район у березні того року. | Синтайські землетруси                             | 22 березня            |
| 1967 | 6.6       | Венесуела, Варгас                                    | 25,0         | VIII       | Від 225 до 300 убитих і понад 1500 поранених. Великі пошкодження в Каракас. | Землетрус у Каракасі                              | 30 липня              |
| 1968 | 7.1       | Іран, Південний Хорасан                              | 10,0         | X          | 15 900 людей загинули внаслідок землетрусу та подальшого поштовху наступного дня. | Землетруси Дашт-е-Баяз і Фердоус                  | 31 серпня             |
| 1969 | 6.4       | КНР, Гуандун                                         | 20,0         | VIII       | 3000 убитих. Пошкоджено або зруйновано 46 700 будинків. Відчували в Гонконзі. | Янцзянський землетрус                             | 25 липня              |
| 1970 | 7.9       | Перу, Анкаш                                          | 45,0         | VIII       | Найсильніший землетрус в історії Перу. Майже 70 тисяч смертей, більшість — внаслідок лавини. | Землетрус у Перу                                  | 31 травня             |
| 1971 | 6.9       | Туреччина, Бінгьоль                                  | 10,0         | VIII       | 875 убитих. 5583 будинки сильно пошкоджені, 3418 будинків помірно пошкоджені та 3638 будинків незначно пошкоджені. | Бінгьольський землетрус                           | 22 травня             |
| 1972 | 6.6       | Іран, Фарс                                           | 10,0         | IX         | Очікувана кількість загиблих становить 5374 людини, ще 1710 отримали поранення. Деякі джерела кажуть, що кількість загиблих досягає 30 тисяч. | Землетрус у Кирі                                  | 10 квітня             |
| 1973 | 7.6       | КНР, Сичуань                                         | 11.0         | X          | 2199 вбитих і 2743 поранених. | Землетрус Лухо                                    | 6 лютого              |
| 1974 | 7.1       | КНР, Юньнань                                         | 14.0         | IX         | Було вбито від 1641 до 20 000 осіб. | Землетрус Чжаотун                                 | 10 травня             |
| 1975 | 6.7       | Туреччина, Діярбакир                                 | 26,0         | IX         | Загинуло 2311 осіб. Місто Лідже було майже повністю зруйноване. | Землетрус в Ліжде                                 | 6 вересня             |
| 1976 | 7.6       | КНР, Хебей                                           | 12.2         | XI         | 242 719 осіб офіційно вважаються загиблими, тоді як деякі джерела кажуть, що кількість загиблих досягає 655 000. Це найсмертоносніший землетрус 20-го століття і третій за кількістю смертей в історії. | Землетрус у Таншані                               | 28 липня              |
| 1977 | 7.5       | Румунія, Вранча                                      | 85.3         | IX         | 1578 людей загинули (1424 з них у Бухарест) і 11221 отримали поранення в Румунії. У сусідній Болгарії було вбито 120 і 165 поранено, а в Молдові (Молдавська РСР загинуло 2 людини). | Землетрус у Вранча                                | 4 березня             |
| 1978 | 7.4       | Іран, Єзд                                            | 33,0         | IX         | Було вбито від 15 000 до 25 000 людей, 85 відсотків з них походили з Тебес. | Землетрус у Тебесі                                | 16 вересня            |
| 1979 | 8.2       | Колумбія, Нариньйо                                   | 33,0         | IX         | Від 300 до 600 людей загинули внаслідок спільного впливу землетрусу та цунамі, причому останнє завдало найбільшої шкоди. | Землетрус Тумако                                  | 12 грудня             |
| 1980 | 7.3       | Алжир, Шлеф                                          | 10,0         | X          | Було вбито від 2633 до 5000 людей і від 8369 до 9000 було поранено. Це найсильніший землетрус в Атлаських горах після землетрусу в Орані 1790 року. | Землетрус в Ель-Аснамі                            | 10 жовтня             |
| 1981 | 6.6 і 7.1 | Іран, Керман                                         | 33,0         | VIII та IX | Обидва землетруси забрали життя щонайменше 3000 людей. Дві події відбулися через шість тижнів одна від одної. | Землетрус у Гольбафі і Землетрус у Сирчі          | 11 червня та 28 липня |
| 1982 | 6.2       | Північний Ємен, Дамар                                | 10,0         | VIII       | 2800 людей було вбито, 1500 поранено і 700 000 залишилися без даху над головою. | Землетрус у Північному Ємені                      | 13 грудня             |
| 1983 | 6.6       | Туреччина, Ерзурум                                   | 15,0         | IX         | Вбито 1340 осіб, знищено 50 населених пунктів. | Ерзурумський землетрус                            | 30 жовтня             |
| 1984 | 6.3       | Японія, Нагано                                       | 2.0          | VIII       | 14 людей загинули, 10 отримали поранення, 15 зникли безвісти. | Землетрус у Нагано                                | 13 вересня            |
| 1985 | 8.0       | Мексика, Мічоакан                                    | 20,0         | IX         | Від 5 000 до 45 000 було вбито і 30 000 було поранено. Найбільше постраждало Мехіко, хоча воно було відносно далеко від епіцентру. | Землетрус у Мехіко                                | 19 вересня            |
| 1986 | 5.7       | Сальвадор, Сан-Сальвадор                             | 10,0         | IX         | 1000–1500 було вбито і 10 000–20 000 поранено. 200 000 залишилися без даху над головою, а в Сан-Сальвадорі завдано значних збитків. | Землетрус у Сан-Сальвадорі                        | 10 жовтня             |
| 1987 | 7.1       | Еквадор, Сукумбіос                                   | 10,0         | IX         | Більше 1000 загинули і 5000 зникли безвісти. | Землетрус в Еквадорі                              | 6 березня             |
| 1988 | 6.8       | СРСР, Вірменська Радянська Соціалістична Республіка  | 5.0          | X          | Від 25 000 до 50 000 було вбито і до 130 000 було поранено. Незабаром після цього стався афтершок магнітудою l 5,8. Також четверо людей загинули в Туреччині. | Спітакський землетрус                             | 7 грудня              |
| 1989 | 5.3       | СРСР, Таджицька Радянська Соціалістична Республіка   | 33,0         | VII        | Загинули понад 274 людини. Найбільше постраждалих через зсуви, які засипали собою три села. | Гіссарський землетрус                             | 22 січня              |
| 1990 | 7.4       | Іран, Ґілян                                          | 18.5         | X          | 35-40 тисяч загиблих, 60-108 тисяч поранених і 105-450 тисяч осіб переміщено по всьому Північному Ірану, особливо в районі Манджил-Рудбар і в Тегерані. Невеликих пошкоджень також зазнав Азербайджан (на той час частина СРСР). | Землетрус Манджил-Радбар                          | 20 червня             |
| 1991 | 6.8       | Індія, Уттар-Прадеш                                  | 11.6         | IX         | Від 768 до 2000 людей було вбито, понад 1800 поранено і 18 000 будівель зруйновано в районі Чамолі-Уттаркаші. Деякі пошкодження сталися в Чандігарх і Нью-Делі. | Землетрус в Уттаркаші                             | 19 жовтня             |
| 1992 | 7.8       | Індонезія, море Флорес (шельф)                       | 27.7         | VIII       | Щонайменше 2500 людей загинули або зникли безвісти в регіоні Флорес, у тому числі 1490 у Момере і 700 у Бабі. Понад 500 людей отримали поранення, 90 тисяч залишилися без даху над головою. Дев'ятнадцять людей вбито і 130 будинків зруйновано на Калаотоа. Серйозні пошкодження: приблизно 90 відсотків будівель зруйновано в Маумере землетрусом і цунамі; Від 50 до 80 відсотків споруд на Флоресі були пошкоджені або зруйновані. Пошкодження також зазнали Сумба та Алор. Цунамі на Флоресі просунулося вглиб суші на 300 метрів із висотою хвиль 25 метрів. Повідомлялося про зсуви та тріщини в землі в кількох місцях на острові. | Землетрус і цунамі у Флоресі                      | 12 грудня             |
| 1993 | 6.3       | Індія, Махараштра                                    | 10,0         | VIII       | Щонайменше 9 748 людей загинули, близько 30 000 отримали поранення та значні руйнування в районі Латур-Османабад. У селі Хілларі зруйновано майже всі будівлі. | Латурський землетрус                              | 29 вересня            |
| 1994 | 6.8       | Колумбія, Каука                                      | 12.1         | IX         | Щонайменше 1100 людей загинули, 500 зникли безвісти, 13 000 залишилися без даху над головою та серйозно зруйнували будинки, дороги та мости внаслідок землетрусу та наступних зсувів у Каука, Уіла, Толіма та Валле. Щонайменше 200 будинків було зруйновано, у тому числі 25 у Торібіо та 15 у П'єндамо. Помірні структурні пошкодження сталися в Богота і Калі. | Землетрус на річці Паес                           | 6 червня              |
| 1995 | 6.9       | Японія, Кобе                                         | 21.9         | XI         | 6 434 людини загинули, 43 792 отримали поранення, а в районі Кобе та на Аваджі-сіма завдано значних збитків. Понад 90 відсотків жертв сталися вздовж південного узбережжя Хонсю між Кобе та Нішіномія. Щонайменше 28 людей загинули в результаті зсуву в Нішіномія. Близько 310 тисяч людей були евакуйовані до тимчасових притулків. Понад 200 000 будівель було пошкоджено або зруйновано. В епіцентрі виникли численні пожежі, прориви газо- та водопроводу та знеструмлення. | Великий Ханшинський землетрус                     | 17 січня              |
| 1996 | 6.6       | КНР, Юньнань                                         | 10,0         | X          | 322 людини загинули, 16 925 отримали поранення. Зруйновано близько 358 000 будинків і 654 000 інших було пошкоджено. Понад 320 тисяч людей залишилися без даху над головою. | землетрус у Ліцзяні                               | 3 лютого              |
| 1997 | 7.3       | Іран, Хорасан                                        | 10,0         | X          | 2 394 людини загинули, 2 300 отримали поранення, 50 000 залишилися без даху над головою, 10 533 будинки були зруйновані, 5 474 будинки пошкоджені та сталися зсуви в районі Бірджанд-Каєн. | Каєнський землетрус                               | 10 травня             |
| 1998 | 6.6       | Афганістан, Тахар                                    | 33,0         | VII        | Щонайменше 4500 людей загинули, багато тисяч отримали поранення та залишилися без даху над головою в провінціях Бадахшан і Тахар. | Землетрус в Афганістані                           | 30 травня             |
| 1999 | 7.6       | Туреччина, Ізміт                                     | 17.0         | X          | Щонайменше 17 127 людей загинули і 50 000 отримали поранення. Це найсмертоносніший землетрус у Туреччині з 1939. | Ізмітський землетрус                              | 17 серпня             |
| 2000 | 7.9       | Індонезія, Енгано (шельф)                            | 44,0         | VI         | Цей землетрус забрав життя щонайменше 103 людей і поранив ще 2585 осіб. | Землетрус в Енгано                                | 4 червня              |
| 2001 | 7.7       | Індія, Бхудж                                         | 16.0         | X          | 20 085 людей загинули, 166 800 людей отримали поранення, більше мільйона будівель пошкоджено або зруйновано. Це був третій за величиною землетрус в Індії з 1900 року. | Землетрус у Гуджараті                             | 26 січня              |
| 2002 | 7.4 і 6.1 | Афганістан, Баглан                                   | 8.0          | VII        | Загинули 1166 осіб, 200 отримали поранення. Тріщина шириною 45 метрів відкрилася у водосховищі Сікер у Сіньцзяні, Китай. | Землетрус у Гіндукуші                             | 3–25 березня          |
| 2003 | 6.6       | Іран, Бам                                            | 10,0         | IX         | 26 271 людина була вбита і 30 000 осіб отримали поранення. Місто Бам зазнало катастрофічного впливу: багато будівель, у тому числі повністю зруйнована Цитадель Бам. | Землетрус у Бамі                                  | 26 грудня             |
| 2004 | 9.1       | Індонезія, Суматра                                   | 30,0         | IX         | Це третій за потужністю землетрус у світі з 1900 року та найбільший з часів землетрусу на Алясці 1964-го. Загалом у 14 країнах Південної Азії та Східної Африки в результаті землетрусу та подальшого цунамі загинули щонайменше 227 898 людей, ще більше отримали поранення, а 1 126 900 були змушені залишити свої домівки. | Землетрус в Індійському океані                    | 26 грудня             |
| 2005 | 7.6       | Пакистан, Балакот                                    | 15,0         | XI         | Щонайменше 87 351 людина загинула, понад 138 000 отримали поранення та значні збитки в Пакистані та Індії. Найбільшої шкоди зазнали в районі Музаффарабад, Пакистан, де були знищені цілі села. Крім того, приблизно 250 000 сільськогосподарських тварин загинули через обвалення кам'яних сараїв, а понад 500 000 великих тварин вимагали негайного укриття від суворої зими. | Землетрус у Кашмірі                               | 8 жовтня              |
| 2006 | 6.4       | Індонезія, Джок'якарта                               | 10,0         | IX         | Щонайменше 28 903 людини загинули, 137 883 були поранені, а 779 287 людей були змушені переміщуватися в районі Бантул-Джок'якарта. Було зруйновано понад 127 000 будинків і ще 451 000 було пошкоджено в цьому районі, а загальний збиток оцінюється приблизно в 3,1 мільярди доларів США. | землетрус у Джок'якарті                           | 27 травня             |
| 2007 | 8.0       | Перу, Іка                                            | 39,0         | IX         | Щонайменше 519 людей загинули, 1090 отримали поранення та понад 39 700 будівель пошкоджено або зруйновано. | Землетрус у Перу                                  | 15 серпня             |
| 2008 | 8.0       | КНР, Сичуань                                         | 19,0         | XI         | Щонайменше 87 587 людей загинули, 374 643 отримали поранення і 18 392 зниклих безвісти та вважаються загиблими. Постраждали понад 45,5 мільйонів людей у 10 провінціях і регіонах. Щонайменше 15 мільйонів людей були евакуйовані зі своїх домівок, а понад 5 мільйонів залишилися без даху над головою. За оцінками, зруйновано 5,36 мільйона будівель і більше 21 мільйона будівель було пошкоджено. Загальні економічні втрати оцінили в 86 мільярдів доларів США. | Землетрус у Сичуані                               | 12 травня             |
| 2009 | 7.6       | Індонезія, Паданг                                    | 90,0         | VII        | Щонайменше 1115 людей убито, 2181 поранено, 181 665 будівель зруйновано або пошкоджено, а близько 451 000 людей переміщено в Паданг. Збитки оцінюють у 2,3 мільярда доларів США. | Землетрус на Суматрі                              | 30 вересня            |
| 2010 | 7.0       | Гаїті, Леоган                                        | 13.0         | X          | Землетрус забрав життя від 92 000 до 316 000 людей, 300 000 отримали поранення. З 1,3 мільйона переміщених осіб, 97 294 будинки були зруйновані і 188 383 були пошкоджені в районі Порт-о-Пренс і на більшій частині південного Гаїті. | Землетрус на Гаїті                                | 12 січня              |
| 2011 | 9.1       | Японія, Сендай (шельф)                               | 29,0         | IX         | Щонайменше 19 747 людей загинули, 2 556 зникли безвісти, 6 242 отримали поранення, 130 927 переселенців і щонайменше 332 395 будівель, 2 126 доріг, 56 мостів і 26 залізниць зруйновано або пошкоджено землетрусом і цунамі вздовж усього східного узбережжя Хонсю від Чіба до Аоморі. | Великий тохокуський землетрус                     | 11 березня            |
| 2012 | 6.4       | Іран, Східний Азербайджан                            | 9.0          | VIII       | Щонайменше 306 людей загинули, 3037 отримали поранення, 4 села зруйновані та 60 сильно пошкоджені в епіцентральній зоні | землетрус у Східному Азербайджані                 | 11 серпня             |
| 2013 | 7.7       | Пакистан, Белуджистан                                | 15,0         | IX         | Щонайменше 825 людей загинули, 700 людей отримали поранення і 21 000 будинків зруйновано або пошкоджено в Белуджистан | Землетруси в Белуджистані                         | 24 вересня            |
| 2014 | 6.2       | КНР, Юньнань                                         | 10,0         | IX         | Щонайменше 729 людей загинули, 3143 отримали поранення і 42 000 будинків пошкоджені або зруйновані. | Лудянський землетрус                              | 3 серпня              |
| 2015 | 7.8       | Непал, Горкха                                        | 8.2          | X          | Щонайменше 9 182 людини загинули, 25 482 отримали поранення та 769 817 будинків пошкоджено або зруйновано в Непалі під час цього землетрусу та афтершок з магнітудою 7,3 12 травня. | Землетрус у Непалі                                | 25 квітня             |
| 2016 | 7.8       | Еквадор, Есмеральдас                                 | 20.6         | VIII       | Щонайменше 676 людей загинули, 27 732 отримали поранення та 7000 будівель пошкоджено або зруйновано, включно з більшою частиною міста Педерналес та його прилеглих міських районів. | Землетрус в Еквадорі                              | 16 квітня             |
| 2017 | 7.3       | Іран–Ірак прикордонний регіон                        | 19,0         | IX         | Щонайменше 630 людей убито, понад 8100 поранено, 70 000 переміщених осіб, 12 000 зруйнованих і 15 000 будівель пошкоджено. | Землетрус в Ірані                                 | 12 листопада          |
| 2018 | 7.5       | Індонезія, Палу                                      | 20,0         | X          | Щонайменше 4340 людей загинули, 10679 і 1,5 мільйона людей були переміщені. більшість жертв і руйнувань було спричинено цунамі до 7 м у Донггала. Є непідтверджені повідомлення про те, що цунамі висотою до 15 м (50 футів) спостерігалося в Регентство Сігі. | Землетрус і цунамі на Сулавесі                    | 28 вересня            |
| 2019 | 6.4       | Албанія, Дуррес                                      | 10,0         | VIII       | Щонайменше 51 людина загинула, 3000 людей отримали поранення, багато будівель пошкоджено або зруйновано. | землетрус в Албанії                               | 26 листопада          |
| 2020 | 7.0       | Греція, Егейське море                                | 21.0         | VIII       | Щонайменше 119 людей загинули, 1096 людей отримали поранення та цунамі висотою 6 метрів (20 футів). Більшість жертв і руйнувань зазнали Туреччина | Землетрус в Егейському морі                       | 30 жовтня             |
| 2021 | 7.2       | Гаїті, Ніп                                           | 10,0         | IX         | Щонайменше 2 248 людей загинули, 12 763 людини отримали поранення і 136 800 будівель зруйновано в Ле-Кей | Землетрус на Гаїті                                | 14 серпня             |
| 2022 | 6.0       | Афганістан, Хост                                     | 10,0         | VIII       | Щонайменше 1163 людини загинули, ще 6027 отримали поранення. Багато будинків було зруйновано. | Землетрус в Афганістані                           | 21 червня             |

## Найвивченіші землетруси
50 найвивченіших землетрусів за даними Міжнародного сейсмологічного центру (ISC) на основі кількості наукових статей (переважно англійською мовою), які обговорюють цей землетрус. «Подія №» пов’язана з Бібліографією подій ISC для цієї події.